# Monumento al Emigrante Libanés
El Monumento al Emigrante Libanés es un homenaje a quienes llegaron en busca de una vida mejor a México. Tiene diferentes réplicas en México, Líbano y varios otros países como Australia y Canadá

## Historia
En 1967 el Centro Libanés A.C. abrió sus puertas en la Ciudad de México. En 1979, doce años después de la inauguración del Centro Libanes, la Junta Directiva encargó al José Ramiz Barquet, artista mexicano de sangre libanesa, diseñar un monumento que representara y honrara a los primeros emigrantes.
Poco tiempo después, el Centro Libanés A.C. registró en todo el mundo los derechos de propiedad intelectual de la estatua. El Centro estaban listos para autorizar a otros clubes y asociaciones en diferentes estados de la República Mexicana a colocar copias del símbolo. El Centro Libanés A.C. decide no cobrar dinero por el uso de la imagen de la estatua (el único requisito hasta ahora es una autorización especial) y animo a las comunidades a encargar ejemplares. ahora se pueden encontrar (además de las de la Ciudad de México), ejemplares en Puebla, Chihuahua, Mérida, Coatzacoalcos, Veracruz, Guadalajara, Saltillo, e internacionalmente en Brisbane y Melbourne, Australia y Victoria, Canadá.
En México, se han presentado reproducciones de la estatua como obsequio a todos los Presidentes, Gobernadores, Alcaldes y varias personalidades destacadas del deporte, la sociedad, la cultura y los negocios que han visitado Centro Libanés a lo largo de los años.

### Réplica en Beirut
En el año 2003 , el Centro Libanes decidieron que era hora de homenajear a los emigrantes precisamente en el lugar de donde partieron hacia el mundo entero. Con esto en mente, encargaron una réplica monumental de la estatua, de cuatro metros y medio de altura y 1.5 toneladas de peso.
El proyecto fue bien recibido por las autoridades libanesas, así como por la ciudad de Beirut, y después de algunas semanas de viaje, la estatua finalmente llegó al puerto de Beirut y luego fue transportada de inmediato a su ubicación actual en el área de Marfac (el puerto) avenida Charles Helou. La ceremonia de apertura tuvo lugar el 5 de octubre de 2003.

### Réplica en Veracruz
En ese momento, después de colocar la estatua en Beirut, (el puerto de salida), era necesario tener una estatua en Veracruz, (el puerto de llegada), solo que esta vez también incluiría un memorial con los nombres de los emigrantes grabados en mármol.
Dando como resultado la inscripción de casi 500 nombres de verdaderos héroes, los emigrantes, a quienes debemos nuestra presencia aquí y ahora.
El Colegio de Arquitectos del Líbano de México, en colaboración con el Centro Libanés de Veracruz estuvo a cargo del diseño del monumento y memorial, y después de mucho trabajo finalmente fue inaugurado en diciembre de 2007 en ceremonia con la presencia del gobernador del Estado de Veracruz, el embajador del Líbano en México, autoridades religiosas, los presidentes de los clubes libaneses de México y Veracruz, y un gran número de miembros de la comunidad libanesa que llegaron de todos los Estados de México para celebrar.

### 125 Años de Presencia Libanesa en México
Durante el 2005, se celebraron los ciento veinticinco años de presencia libanesa en México. Se organizaron varios eventos y ceremonias en honor a dicho aniversario.
Por primera vez en el mundo, Correos de México autorizó la impresión de un sello con la imagen del Monumento al Emigrante Libanés y los Cedros del Líbano. La autorización para usar el sello fue otorgada por el presidente de la República Mexicana Vicente Fox en una ceremonia especial organizada por el Centro Libanes.
Al mismo tiempo, la Lotería Nacional de México manifestó que también quería honrar al emigrante libanés y decidió imprimir el billete de la última rifa del mes de noviembre, por supuesto con la imagen de un Cedro del Líbano y la imagen del Monumento al Emigrante Libanés.
El acto final de estas celebraciones, se llevó a cabo a pocas cuadras del Centro Libanes. El centro logró obtener la autorización del Gobierno de la Ciudad de México para colocar una réplica monumental de la estatua en una de las avenidas más importantes, Avenida Insurgentes.

## Descripción de la estatua

#### Cabeza
Con turbante liso, en forma de pico con dobleces en la parte inferior; en la parte trasera un moño tipo coleta que cae sobre el lado izquierdo con amarre en la parte superior donde terminan los dobleces y caída hasta el hombro.

#### Cara
Afilada, en forma triangular con la oreja derecha grande y la izquierda más arriba llegando al turbante. La frente queda prácticamente cubierta por los dobleces del turbante. Nariz afilada con pequeña curvatura saliendo desde la frente. Ojos sumidos y pequeños al centro y tipo oriental. Los pómulos hundidos. Lleva bigotes que bajan hasta la altura de la boca y peinados hacia arriba en la parte final. Boca delgada, casi inexistente con barbilla saliente, tal vez piocha.

#### Cuello
Alto y largo girando un poco hacia el lado izquierdo con la vena aorta resaltada y manzana discreta. Termina al corte del ropaje.

#### Ropa
Chaleco con cuello redondo con bies alto, abierto hasta la mitad del pecho, en donde se distingue un cordel, cierra en la cintura con faja de tela con dobleces, la prenda está cubierta con un saco corto ajustado de manga larga que termina en puño sin botón. Presenta adorno curvilíneo en el frente con dos bandas del lado derecho y una del izquierdo, el reborde está prensado del lado izquierdo y del derecho rebuscado.

#### Piernas
De la faja de la cintura se despliega el pantalón amplio tipo Aladino hasta el peroné donde lo alcanzan las botas altas. El pie izquierdo echado hacia atrás casi a la orilla del cuadro base y el pie derecho hacia el frente con la rodilla un poco flexionada y elevada sobre las piedras de la base en la parte frontal.

#### Manos
La derecha está casi a la altura del hombro y detiene la orilla de un saco de viaje que cae en la espalda presentando abultamiento pequeño. Se distinguen los 4 dedos del frente y una parte del dedo pulgar queda dentro de la tela del saco. La mano izquierda está derecha hacia abajo con los dedos doblados excepto el índice que está muy largo y apuntando hacia abajo y el pulgar hacia abajo sobre la pierna y extendido.